# Нарвска република
Нарвска република (или Принарвска република, Принарвие) е непризнато държавно формирование на територията на Естония при границата с Русия и със столица град Нарва.
По аналог с т.нар. Приднестровие (част от Молдова) в началото на 1990 година инициаторите предлагат да се създаде такава република в райони с преобладаващо руско население в граничната североизточна част на тогавашната Естонска съветска социалистическа република.